# Fiumi della Germania
I principali fiumi della Germania sono qui elencati e ordinati in base alla lunghezza e alla portata annua.
Questi fiumi possono scorrere per il loro intero corso in Germania o possono attraversarne una parte, nascendo e/o proseguendo in altre nazioni. Possono sfociare in mare o in altri fiumi.

## Indicazioni
Le lunghezze sono espresse in chilometri interi; fra parentesi è indicata la natura del luogo (fiume o mare) ove il corso d'acqua sfocia.
I corsi d'acqua artificiali quali i canali non sono elencati.

## Fiumi lunghi oltre200km
Sono elencati qui unicamente i corsi d'acqua di lunghezza superiore ai 200 km. Dato che con il nome dei fiumi vengono indicati anche i relativi bacini idrografici e il corso d'acqua principale non di rado è costituito principalmente dalle acque di un suo affluente, vengono anche forniti il nome dell'affluente maggiore (per portata d'acqua) e di quello la cui sorgente è la più distante dalla foce o estuario del suo bacino, quello più lungo in Germania, la portata media nel punto di massima portata nel territorio nazionale, la superficie totale del bacino idrografico  e la superficie della parte di corso in Germania. Seguono quindi i nomi delle località ove hanno sede rispettivamente la sorgente e la foce (o estuario), i Länder toccati e gli affluenti più importanti.
Le sigle dei Länder e degli stati esteri sono esposte nella tabella sottoindicata.
| Fiume Bacino idrografico Portata maggiore (G): Lunghezza massima (L): | Lunghezza (Nome) in km | Lunghezza (max.) in km | Lunghezza (max.) in D in km | Media Portata in D in m³/s | Bacino- Superficie totale in km² | Bacino- Superficie in D in km² | Sorgente (Località, monte) (Territorio)     | Sbocco in: (Acque) (Località, Paese) | Länder interessati Paesi   | Affluenti importanti in D                      |
| --------------------------------------------------------------------- | ---------------------- | ---------------------- | --------------------------- | -------------------------- | -------------------------------- | ------------------------------ | ------------------------------------------- | ------------------------------------ | -------------------------- | ---------------------------------------------- |
| Danubio Flaz, Inn (G) Breg (L)                                        | 2845                   | 2888                   | 647                         | 1490                       | 795.686                          |                                | Furtwangen (Foresta Nera)                   | Mar Nero (Tulcea, RO)                | BW, BY                     | Iller, Lech, Altmühl, Naab, Regen, Isar, Inn   |
| Reno Aare (G) Rein da Maighels (L)                                    | 1236                   | 1154                   | 865                         | 2330                       | 198.735                          |                                | Disentis (CH) (Alpi)                        | Mare del Nord (Rotterdam, NL)        | BW, RP, HE, NW             | Neckar, Meno, Lahn, Mosella, Ruhr, Lippe       |
| Elba Moldava (G, L)                                                   | 1091                   | 1252                   | 727                         | 861                        | 148.268                          | 97.175                         | Hradec Králové (CZ) (Riesengebirge)         | Mare del Nord (Cuxhaven, NI/SH)      | SN, BB, ST, NI, MV, SH, HH | Elster Nera, Mulde, Saale, Havel               |
| Oder Oder (G) Warta (L)                                               | 866                    | 1045                   | 187                         | 574                        | 118.861                          |                                | Ostrava (CZ) (Sudeti)                       | Mar Baltico (Stettino, PL)           | BB                         | Neiße                                          |
| Weser Eder, Fulda (G) Werra (L)                                       | 452                    | 750                    | 750                         | 390                        | 41.094                           | 41.094                         | Hildburghausen (TH) (Selva di Turingia)     | Mare del Nord (Bremerhaven, HB/NI)   | TH, HE, NI, NW, HB         | Fulda, Aller, Hunte                            |
| Mosella Reno Mosella                                                  | 545                    | 545                    | 242                         | 315                        | 28.286                           | 9.637                          | Épinal (F) (Vosgi)                          | Reno Coblenza, (RP)                  | SL, RP                     | Saar, Sauer, Kyll                              |
| Meno Reno Rezat Franc., Rednitz, Regnitz (G, L)                       | 524                    | 569                    | 524                         | 225                        | 27.292                           | 27.292                         | Kulmbach, (BY) (Fichtelgebirge)             | Reno (Mainz-Kostheim, HE)            | BY, HE                     | Itz, Regnitz, Saale Fr., Tauber, Kinzig, Nidda |
| Inn Danubio Flaz (G) Aua da Fedoz (L)                                 | 517                    |                        | 218                         | 738                        | 25.700                           |                                | Sankt Moritz (CH) (Alpi)                    | Danubio (Passavia, BY)               | BY                         | Alz, Salzach, Rott, Mangfall                   |
| Saale Elba Saale (G, L)                                               | 413                    | 413                    | 413                         | 117                        | 24.100                           | 24.100                         | Hof (BY) (Fichtelgebirge)                   | Elba Barby, ST)                      | BY, TH, ST                 | Schwarza, Ilm, Unstrut, Elster Bianco, Bode    |
| Sprea Elba Sprea (G, L)                                               | 382                    | 382                    | 382                         | 36                         | 9.793                            | 9.763                          | Bautzen (SN) (Lausitzer Bergland)           | Havel (Berlino, BE)                  | SN, BB, BE                 | Dahme                                          |
| Ems Ems (G, L)                                                        | 371                    | 371                    | 371                         | 80                         | 17.934                           | 17.934                         | Bielefeld (NW) (Foresta di Teutoburgo)      | Mare del Nord (Emden, NI, NL)        | NW, NI                     | Hase, Jümme                                    |
| Neckar Reno Bad. Eschach (G) Württ. Eschach (L)                       | 367                    | 384                    | 367                         | 145                        | 14.000                           | 14.000                         | Villingen-Schwenningen (BW) (Foresta Nera)  | Reno (Mannheim, BW)                  | BW, HE                     | Fils, Rems, Enz, Kocher, Jagst                 |
| Havel Elba Sprea (G, L)                                               | 325                    | 560                    | 325                         | 108                        | 24.096                           | 24.096                         | Neustrelitz (MV) (Mecklenb. Seenpl.)        | Elba (Havelberg, ST)                 | MV, BB, BE, ST             | Sprea, Nuthe, Reno, Dosse                      |
| Werra Weser Werra (G, L)                                              | 292                    | 298                    | 292                         | 51,2                       | 5.496                            | 5.496                          | Hildburghausen (TH) (Selva di Turingia)     | Weser (Hann. Münden, NI)             | TH, HE, NI                 | Ulster, Hörsel                                 |
| Eger Elba Eger (G, L)                                                 | 291                    | 291                    | 38                          |                            |                                  |                                | Marktredwitz (BY) (Fichtelgebirge)          | Elba (Litoměřice, CZ)                | BY                         | Wondreb                                        |
| Isar Danubio Isar (G) Lafatschbach (L)                                | 286                    | 295                    | 263                         | 175                        | 8.370                            |                                | Scharnitz (A) Alpi                          | Danubio (Deggendorf, BY)             | BY                         | Loisach, Amper                                 |
| Leine Weser Oder, Rhume (G) Leine (L)                                 | 281                    | 281                    | 281                         | 61,7                       | 6.512                            | 6.512                          | Leinefelde (TH) Eichsfeld                   | Aller (Schwarmstedt, NI)             | TH, NI                     | Rhume, Innerste                                |
| Lech Danubio Lech (G, L)                                              | 264                    | 264                    | 170                         | 3.926                      | 115                              |                                | Lech (A) Alpi                               | Danubio (Marxheim, BY)               | BY                         | Vils, Halblech, Wertach                        |
| Elster Bianco Saale Elster Bianco (G, L)                              | 257                    | 257                    | 247                         |                            | 5.384                            |                                | Výhledi (Aš; CZ)                            | Saale (Halle, ST)                    | SN, \|TH, ST               | Pleiße, Weida                                  |
| Lahn Reno Felda, Ohm (G, L)                                           | 246                    | 250                    | 246                         | 53                         | 5.964                            | 5.964                          | am Lahnkopf (Lahnhof, NW) (Rothaargebirge)  | Reno (Lahnstein, RP)                 | NW, HE, RP                 | Ohm, Dill, Weil, Emsbach, Elbbach              |
| Salzach Danubio Krimmler Ache (G, L)                                  | 226                    | 232                    | 59                          | 251                        | 6.700                            | 1.171                          | sul Salzachgeier (Alpi di Kitzbühel)        | Inn (Haiming, BY)                    | BY                         | Saalach                                        |
| Altmühl Danubio Altmühl (G, L)                                        | 220                    | 220                    | 220                         |                            |                                  |                                | Rothenburg (Baviera)                        | Danubio (Kelheim, BY)                | BY                         | Sulz, Schwarzach, Laber bianco                 |
| Lippe Reno Pader (G) Alme (L)                                         | 220                    | 268                    | 220                         | 46                         | 4.882                            | 4.882                          | Bad Lippspringe (NW) (Eggegebirge)          | Reno (Wesel, NW)                     | NW                         | Pader, Alme, Glenne, Seseke, Stever            |
| Ruhr Reno Renau, Neger (G, L)                                         | 219                    | 227                    | 219                         | 79                         | 4.485                            | 4.485                          | Ruhrkopf (Winterberg, NW) Rothaargebirge    | Reno (Duisburg-Ruhrort, NW)          | NW                         | Möhne, Hönne, Lenne, Volme                     |
| Fulda Weser Eder (G, L)                                               | 218                    | 219                    | 218                         | 66,9                       | 6.947                            | 6.947                          | Wasserkuppe (HE) (Rhön)                     | Weser in Hann. Münden DE-NI          | HE, NI                     | Lüder, Haune, Eder                             |
| Aller Weser Oder, Rhume, Leine (G), Leine (L)                         | 211                    | 346                    | 211                         | 118                        | 15.744                           | 15.744                         | Seehausen (ST) (Magdeburger Börde)          | Weser Eissel (Verden, NI)            | ST, NI                     | Oker, Fuhse, Örtze, Leine, Böhme               |
| Elde Elba                                                             | 208                    | 208                    | 208                         | 11                         | 2.990                            | 2.990                          | Darze (Terra dei laghi del Meclemburgo, MV) | Elba (Dömitz, MV)                    | MV                         | Störkanal                                      |

### Legenda  (in ordine alfabetico)
la lettera "D" sta per Deutschland (Germania).

I  Länder  sono ordinati secondo le norme ISO 3166-2:DE:
| - BW = Baden-Württemberg - BY = Baviera - BE = Berlino - BB = Brandeburgo - HB = Bremen - HH = Amburgo | - HE = Assia - MV = Meclemburgo-Pomerania Anteriore - NI = Bassa Sassonia - NW = Renania Settentrionale-Vestfalia - RP = Renania-Palatinato - SL = Saarland | - SN = Sassonia - ST = Sassonia-Anhalt - SH = Schleswig-Holstein - TH = Turingia |

Sigle degli altri stati interessati (confinanti e non):
| - F = Francia - NL = Paesi Bassi - A = Austria | - PL = Polonia - RO = Romania | - CH = Svizzera - CZ = Repubblica Ceca |

## Elenco dei fiumi per lunghezza totale
Qui di seguito sono elencati i fiumi in ordine di lunghezza, da una lunghezza di 10 chilometri, che in tutto o in parte scorrono in territorio tedesco. Fra parentesi il bacino idrografico di appartenenza o il fiume, lago o mare ove sfociano.
- 2.888 km – Danubio – con l'affluente Breg – (Mar Nero)
- 1.236 km – Reno – con l'affluente Rein da Maighels – (Mare del Nord)
- 1.091 km – Elba – con Moldava 1.252 km – (Mare del Nord)
- 866 km – Oder – con Warthe 1.045 km – (Mar Baltico)
- 744 km – Weser – con l'affluente Werra, il fiume più grande che scorre interamente in territorio tedesco – (Mare del Nord)
- 544 km – Mosella (Reno)
- 524 km – Meno – con i Regnitz, Rednitz e Fränkischer Rezat 545 km  – (Reno)
- 517 km – Inn (Danubio)
- 413 km – Saale (Elba)
- 400 km – Sprea (Havel)
- 371 km – Ems (Mare del Nord)
- 367 km – Neckar – con lo Eschach 384 km – (Reno)
- 325 km – Havel – con la Sprea 542 km – (Elba)
- 292 km – Werra (affluente di destra più lungo del Weser)[Note 1]
- 291 km – Eger (Elba)
- 290 km – Mulde – con l'affluente Zwickauer Mulde – (Elba)
- 286 km – Isar (Danubio)
- 281 km – Leine (tutti)
- 264 km – Lech (Danubio)
- 257 km – Elster Bianco (Saale)
- 256 km – Nysa Łużycka (Odra)
- 246 km – Saar (Mosella)
- 242 km – Lahn (Reno)
- 225 km – Salzach (Inn)
- 222 km – Lippe – con l'Alme 255 km – (Reno)
- 220 km – Altmühl (Danubio)
- 218 km – Fulda (affluente di sinistra del Weser)
- 217 km – Ruhr (fiume) (Reno)
- 211 km – Aller – con il Leine 346 km – (Weser)
- 208 km – Elde (Elba)
- 192 km – Unstrut (Saale)
- 189 km – Hunte (Weser)
- 189 km – Jagst (Neckar)
- 188 km – Eider (Mare del Nord)
- 188 km – Schwarze Elster (Elba)
- 185 km – Amper – con Ammersee e Ammer – (Isar)
- 182 km – Vechte (Zwarte Water)
- 177 km – Eder (Fulda)
- 173 km – Sauer (Mosella)
- 170 km – Rur (Mosa)
- 169 km – Hase (Else/Ems)
- 168 km – Kocher – con Lein 199 km – (Neckar)
- 166 km – Zwickauer Mulde (affluente di sinistra del Mulde)
- 165 km – Naab – con l'affluente Waldnaab – (Danubio)
- 165 km – Regen (Danubio)
- 156 km – Peene (Mar Baltico)
- 153 km – Oste (Mare del Nord)
- 153 km – Sieg – con il Ferndorfbach 155 km – (Reno)
- 151 km – Wertach (Lech)
- 150 km – Alz – con Chiemsee, Tiroler (Kössener) e Kitzbühler Achen  – (Inn)[Note 2]
- 147 km – Iller (Danubio)
- 143 km – Warnow – solo tratto di fiume, senza il corso d'acqua costiero Unterwarnow – (Mar Baltico)
- 142 km – Saale di Franconia (Meno)
- 142 km – Kyll (Mosella)
- 140 km – Bode (Saale)
- 134 km – Paar (Danubio)
- 132 km – Wörnitz (Danubio)
- 129 km – Ilm (Saale)
- 128 km – Lenne (Ruhr)
- 128 km – Lesum – con l'affluente Wümme – (Weser)
- 128 km – Zschopau (Freiberger Mulde)
- 125 km – Nahe (Reno)
- 125 km – Rhin (Havel)
- 124 km – Freiberger Mulde (con Zschopau 151 km; affluente di destra del Mulde)
- 124 km – Trave (Mar Baltico)
- 122 km – Tauber (Meno)
- 120 km – Vils (Danubio)
- 118 km – Wümme (affluente di sinistra del Lesum)
- 117 km – Wupper – (nel corso superiore: Wipper) – (Reno)
- 116 km – Niers (Maas)
- 115 km – Pegnitz ( affluente di destra del Regnitz)
- 114 km – Loisach (Isar)
- 114 km – Nied – con il Nied francese – (Saar)
- 110 km – Berkel (IJssel)
- 110 km – Diemel (Weser)
- 110 km – Friedberger Ach (Danubio)
- 110 km – Ohře (Elba)
- 109 km – Rott (Inn)
- 107 km – Ilmenau (Elba)
- 105 km – Enz – con l'affluente Große Enz; 149 km con il Nagold – (Neckar)
- 105 km – Oker (Aller)
- 103 km – Erft (Reno)
- 103 km – Mies (Berounka)
- 103 km – Saalach (Salzach)
- 103 km – Ucker – (in MV: Uecker) – (Mar Baltico)
- 102 km – Wied (Reno)
- 99 km – Blies (Saar)
- 98 km – Fuhse (Aller)
- 97 km – Milde–Biese–Aland (Elba)
- 97 km – Schwalm (Eder)
- 95 km – Dahme (Sprea)
- 95 km – Innerste (Leine)
- 94 km – Dosse (Havel)
- 93 km – Dinkel (Vechte)
- 93 km – Kinzig (BW) –  con Kleiner Kinzig 96 km – (Reno)
- 93 km – Wipper (TH) (Unstrut)
- 92 km – Nagold (Enz)
- 90 km – Elz – Foresta nera – (Reno)
- 90 km – Große Röder (Elster Nera)
- 90 km – Nidda (Meno)
- 90 km – Pleiße (Elster Bianco)
- 90 km – Wutach (Reno)
- 90 km – Glan (Nahe)
- 87 km – Stör (Elba)
- 87 km – Vils (Naab)
- 86 km – Ahr (Reno)
- 85 km – Gera (Unstrut)
- 85 km – Große Aue (Weser)
- 85 km – Große Laber (Danubio)
- 85 km – Wipper (ST) (Saale)
- 84 km – Emscher (Reno)
- 84 km – Prüm (Sauer)
- 84 km – Stepenitz (BB) (Elba)
- 83 km – Wesenitz (Elba)
- 82 km – Ilm (BY) (Abens)
- 82 km – Kinzig (HE) (Meno)
- 80 km – Itz (Meno)
- 80 km – Rems (Neckar)
- 79 km – Murg (Reno)
- 79 km – Tiroler Achen (Chiemsee)
- 78 km – Flöha (Zschopau)
- 78 km – Our (Sauer (o Sûre))
- 78 km – Wiesent (Regnitz)
- 76 km – Abens (Danubio)
- 76 km – Isen (Inn)
- 76 km – Schmutter (Danubio)
- 76 km – Schwarze Laber (Danubio)
- 75 km – Aisch (Regnitz)
- 75 km – Mindel (Danubio)
- 74 km – Trebel (Peene)
- 74 km - Lieser (Mosella)
- 74 km – Lauter (Reno)
- 73 km – Jeetze–Jeetzel (Elba)
- 73 km – Treene (Eider)
- 72 km – Argen–Untere Argen con l'affluente Weitnauer Bach (Reno)
- 72 km – Recknitz (Saaler Bodden / Mar Baltico)
- 72 km – Sude (Elba)
- 72 km – Werre (Weser)
- 71 km – Alte und Neue Jäglitz (Havel e Dosse)
- 70 km – Issel con Oude Ijssel[Note 3]
- 70 km – Sauer (Reno)
- 68 km – Agger (Sieg)
- 68 km – Böhme (Aller)
- 68 km – Randow (Uecker)
- 68 km – Tollense (Peene)
- 68 km – Wetter (Nidda)
- 67 km – Chemnitz (Zwickauer Mulde)
- 67 km – Selke (Bode)
- 67 km – Werse (Ems)
- 66 km – Löcknitz (Elba)
- 65 km – Bille (Elba)
- 65 km – Fränkische Rezat (Rednitz)
- 65 km – Gennach (Wertach)
- 65 km – Helme (Unstrut)
- 65 km – Ilz (Danubio)
- 65 km – Nuthe (BB) (Havel)
- 64 km – Haune (Fulda)
- 64 km – Inde (Rur)
- 64 km – Nister (Sieg)
- 63 km – Fils (Neckar)
- 63 km – Nidder (Nidda)
- 63 km – Salm (Mosella)
- 63 km – Weida (Elster Bianco)
- 63 km – Wern (Meno)
- 62 km – Emmer (Weser)
- 62 km – Schussen (Reno)
- 62 km – Schwentine (Kieler Förde / Mar Baltico)
- 62 km – Weser (Ourthe)
- 61 km – Sinn (Saale di Franconia)
- 61 km – Selz (Reno)
- 61 km – Weißeritz con Wilder Weißeritz (Elba)
- 60 km – Haidenaab (Naab)
- 60 km – Nebel (Warnow)
- 60 km – Ohm (Lahn)
- 60 km – Parthe (Elster Bianco)
- 60 km – Pfinz (Reno)
- 60 km – Pulsnitz (Elster Nera)
- 60 km – Schwarzach (Naab)
- 60 km – Schwarzach (Rednitz)
- 60 km – Sempt (Isar)
- 60 km – Speyerbach (Reno)
- 60 km – Weschnitz (Reno)
- 60 km – Zusam (Danubio)
- 59 km – Alme (Lippe)
- 59 km – Nims (Prüm)
- 59 km – Rench (Reno)
- 59 km – Roter Main (affluente di sinistra del Meno)
- 58 km – Löbauer Wasser (Spree)
- 58 km – Luhe (Ilmenau)
- 58 km – Mangfall (Inn)
- 58 km – Regnitz (Meno)
- 58 km – Wondreb (Eger)
- 57 km – Alsenz (Nahe)
- 57 km – Helbe (Unstrut)
- 57 km – Kammel (Mindel)
- 57 km – Plane (Havel)
- 57 km – Schunter (Oker)
- 57 km – Steinach (Rodach)
- 57 km – Weida (Elster Bianco)
- 56 km – Hörsel con "Kleine Leina" (Werra)
- 56 km – Lauchert (Danubio)
- 56 km – Stecknitz (Trave)
- 56 km – Ulster (Werra)
- 55 km – Brenz (Danubio)
- 55 km – Dill (Lahn)
- 55 km – Günz (Danubio)
- 55 km – Lieser (Mosella)
- 55 km – Örtze (Aller)
- 55 km – Roth (Danubio)
- 55 km – Pfreimd (Naab)
- 55 km – Wiese (Reno)
- 55 km – Wisenta (Saale)
- 54 km – Baunach (Meno)
- 54 km – Eyach (Neckar)
- 54 km – Rot (Danubio)
- 54 km – Stever (Lippe)
- 53 km – Alf (Mosella)
- 53 km – Alster (Elba)
- 53 km – Elsenz (Neckar)
- 53 km – Schwarza (Saale)
- 53 km – Wurm (Rur)
- 52 km – Linzer Aach (Reno)
- 52 km – Nesse (Hörsel)
- 52 km – Queich (Reno)
- 52 km – Rodach (Meno)
- 52 km – Rögnitz (Sude)
- 52 km – Stepenitz (Meclemburgo) (Trave)
- 52 km – Welse (Oder)
- 51 km – Bocholter Aa (Oude Ijssel)
- 51 km – Bühler (Kocher)
- 51 km – Chamb (Regen)
- 51 km – Murr (Neckar)
- 51 km – Prims (Saar)
- 50 km – Ise (Aller)
- 50 km – Kraichbach (Reno)
- 50 km – Möhne (Ruhr)
- 50 km – Mümling (Meno)
- 50 km – Riß (Danubio)
- 50 km – Schwarzbach (Blies)
- 50 km – Simmerbach (Nahe)
- 50 km – Urft (Rur)
- 50 km – Volme (Ruhr)
- 50 km – Weil (Lahn)
- 50 km – Würm (Nagold)
- 49 km – Üßbach (Alf)
- 49 km – Breg – (affluente di destra del Danubio)
- 49 km – Erse/Aue (Fuhse)
- 49 km – Glonn (Amper)
- 49 km – Hörsel (Werra)
- 49 km – Müglitz (Elba)
- 49 km – Uchte (Biese)
- 49 km – Wilde Weißeritz – (affluente di destra Weißeritz)
- 48 km – Dreisam – con l'affluente Rotbach – (Elz)
- 48 km – Karthane (Elba)
- 48 km – Kleine Laber (Große Laber)
- 48 km – Nethe (Weser)
- 48 km – Nieplitz (Nuthe)
- 48 km – Rhume (Leine)
- 48 km – Große Striegis (affluente di destra dello Striegis)
- 47 km – Gersprenz (Meno)
- 47 km – Holtemme (Bode)
- 46 km – Düssel (Reno)[Note 4]
- 46 km – Rednitz (Regnitz)
- 46 km – Ruwer (Mosella)
- 46 km – Schwalm (Maas)
- 45 km – Alb (Reno)
- 45 km – Bröl (Sieg)
- 45 km – Delme (Ochtum)
- 45 km – Emsbach (Lahn)
- 45 km – Glane (Ems)
- 45 km – Glems (Enz)
- 45 km – Hamme (affluente di destra del Lesum)
- 45 km – Horloff (Nidda)
- 45 km – Kirnitzsch (Elba)
- 45 km – Malxe (Neiße/Sprea)
- 45 km – Nette (Reno)
- 45 km – Pinnau (Elba)
- 45 km – Singold (Wertach)
- 45 km – Steinfurter Aa (Vechte)
- 45 km – Sülz (Agger)
- 44 km – Este (Elba)
- 44 km – Glenne (Lippe)
- 44 km – Lossa (Unstrut)
- 44 km – Sur (Salzach)
- 44 km – Weiße Laber (Altmühl)
- 43 km – Bega (Werre)
- 43 km – Brigach (affluente di sinistra del Danubio)
- 43 km – Eckbach (Reno)
- 43 km – Lune (Weser)
- 43 km – Nette (Innerste)
- 43 km – Pfrimm (Reno)
- 43 km − Swistbach (Erft)
- 43 km – Zenn (Regnitz)
- 42 km – Fichtelnaab (Waldnaab)
- 42 km – Isenach (Reno)
- 42 km – Modau (Reno)
- 41 km – Alb (Reno)
- 41 km – Bega (Werre)
- 41 km – Elbbach (Lahn)
- 41 km – Hoppecke (Diemel)
- 41 km – Lossa (Unstrut)
- 41 km – Meiße (Aller)
- 41 km – Sulzach (Wörnitz)
- 41 km – Weißer Main (affluente di destra del Meno)
- 40 km - Appelbach (Nahe)
- 40 km – Augraben (Tollense)
- 40 km – Bibert (Rednitz)
- 40 km – Dhünn (Wupper)
- 40 km – Ehle (Elba)
- 40 km – Eisbach (Reno)
- 40 km – Erfa (Meno)
- 40 km – Felda (Werra)
- 40 km – Glotter (Dreisam)
- 40 km – Hengstbach (Reno)
- 40 km – Hessel (Ems)
- 40 km – Lüder (Fulda)
- 40 km – Motel (Schilde)
- 40 km – Reiche Ebrach (Regnitz)
- 40 km – Schaale (Sude)
- 40 km – Schilde (Schaale)
- 40 km – Seeve (Elba)
- 40 km – Streu (Fränkische Saale)
- 40 km – Twiste (Diemel)
- 40 km – Wipfra (Gera)
- 40 km – Zorge (Helme)
- 39 km – Aue (Weser)
- 39 km – Barthe (Barther Bodden)
- 39 km – Dhron (Mosella)
- 39 km – Ennepe (Volme)
- 39 km – Felda (Werra)
- 39 km – Lauter (Glan)
- 39 km – Milde tratto del Milde–Biese–Aland (Elba)
- 39 km – Nuthe (ST) (Elba)
- 39 km – Rotbach (Erft)
- 39 km – Schwartau (Trave)
- 38 km – Bigge (Lenne)
- 38 km – Bobritzsch (Freiberger Mulde)
- 38 km – Efze (Schwalm)
- 38 km – Glatt (Reno)
- 38 km – Großer Dieckfluss (Große Aue)
- 38 km – Klosterbach (Ochtum)
- 38 km – Lachte (Aller)
- 38 km – Maisach (Amper)
- 38 km – Orke (Eder)
- 38 km – Rauhe Ebrach (Regnitz)
- 38 km – Rossel (Saar)
- 38 km – Söse (Rhume)
- 37 km – Krückau (Elba)
- 37 km – Arlau (Mare del Nord)
- 37 km – Berste (Spree)
- 37 km – Biber (Danubio)
- 37 km – Eger (Wörnitz)
- 37 km – Eschach (Neckar)
- 37 km – Lone (Hürbe)
- 37 km – Nuhne (Eder)
- 37 km – Selbitz (Sächsische Saale)
- 37 km – Triebisch (Elba)
- 36 km – Ablach (Danubio)
- 36 km – Ahse (Lippe)
- 36 km – Aiterach (Danubio)
- 36 km – Angerbach (Reno)
- 36 km – Düssel (Reno)
- 36 km – Rot (Kocher)
- 36 km – Wehre (Werra)
- 35 km – Buckau (Havel)
- 35 km – Düte (Hase)
- 35 km – Else (Werre)
- 35 km – Glatt (Neckar)
- 35 km – Haßlach (Rodach)
- 35 km – Hornbach (Schwarzbach)
- 35 km – Lauter – Große Lauter – (Danubio)
- 35 km – Lethe (Hunte)
- 35 km – Luhe (Naab)
- 35 km – Mittelradde (Hase)
- 35 km – Nordradde (Ems)
- 35 km – Orla (Saale)
- 35 km – Ostpeene (Peene)
- 35 km – Stederau (Ilmenau)
- 35 km – Rote Weißeritz (affluente di destra del Weißeritz)
- 35 km – Wipperau (Ilmenau)
- 35 km – Würm (Amper e Isar)
- 35 km – Zwönitz (Chemnitz)
- 34 km – Axtbach (Ems)
- 34 km – Wohra (Ohm)
- 34 km – Apfelstädt (Gera)

- 34 km – Auma (Weida)
- 34 km – Elz – Odenwald – (Neckar)
- 34 km – Gottleuba (Elba)
- 34 km – Roda (Saale)
- 34 km – Schleuse (Werra)
- 34 km – Usa (Wetter)
- 33 km – Alte Oder (Oder)
- 33 km – Elbe (Eder)
- 33 km – Ellebach (Rur)
- 33 km – Fredersdorfer Mühlenfließ (Sprea)
- 33 km – Guldenbach (Nahe)
- 33 km – Hönne (Ruhr)
- 33 km – Kessel (Danubio)
- 33 km – Leitzach (Mangfall)
- 33 km – Loquitz (Saale)
- 33 km – Milz (Saale di Franconia)
- 33 km – Ostrach (Danubio)
- 33 km – Schwartau (Trave)
- 33 km – Wiehl (Agger)
- 32 km – Antreff (Schwalm)
- 32 km – Dörsbach (Lahn)
- 32 km – Jossa (Sinn)
- 32 km – Kahl (Meno)
- 32 km – Möhlin (Reno)
- 32 km – Radolfzeller Aach (Reno)
- 32 km – Roda (Saale)
- 32 km – Schwarzbach (Falkensteinerbach)
- 32 km – Tanger (Elba)
- 32 km – Weißach (Bregenzer Ach)
- 31 km – Biese – tratto del Milde–Biese–Aland – (Elba)
- 31 km – Bracht (Kinzig (HE))
- 31 km – Ems (Eder)
- 31 km – Erms (Neckar)
- 31 km – Eschach (Aitrach)
- 31 km – Schondra (Saale di Franconia)
- 31 km – Schwarzbach (Meno)
- 31 km – Seseke (Lippe)
- 31 km – Sulz (Altmühl)
- 31 km – Thulba (Fränkische Saale)
- 30 km – Andelsbach (Ablach)
- 30 km – Boize (Sude)
- 30 km – Datze (Tollense)
- 30 km – Erlenbach (Nidda)
- 30 km – Eschbach (Nidda)
- 30 km – Gerdau (Ilmenau)
- 30 km – Gramme (Unstrut)
- 30 km – Gründau (Kinzig  (HE)  )
- 30 km – Heller (Sieg)
- 30 km – Holzbach (Wied)
- 30 km – Hönne (Ruhr)
- 30 km – Ihle (Canale Elba-Havel)
- 30 km – Ketzerbach (Elba)
- 30 km – Kleine Paar (Danubio)
- 30 km – Lein (Kocher)
- 30 km – Lumda (Lahn)
- 30 km – Münstersche Aa (Ems)
- 30 km – Rodau (Meno)
- 30 km – Salz (Kinzig (HE))
- 30 km – Schlichem (Neckar)
- 30 km – Starzel (Neckar)
- 30 km – Vils (Lech)
- 30 km – Warme (Twiste)
- 30 km – Weihung (Iller)
- 30 km – Wenne (Ruhr)
- 30 km – Wietze (Aller)
- 30 km – Wolf (Kinzig (BW))
- 30 km – Dürnach (Westernach)
- 29 km – Hasel (Werra)
- 29 km – Leda (Ems)
- 29 km – Steinhuder Meerbach (Weser)
- 29 km – Schwülme (Weser)
- 29 km – Sormitz (Loquitz)
- 29 km – Wetschaft (Lahn)
- 29 km – Wietze (Örtze)
- 29 km – Wisper (Reno)
- 28 km – Götzinger Achen (Salzach)
- 28 km – Kerkerbach (Lahn)
- 28 km – Losse (Fulda)
- 28 km – Merzbach (Rur)
- 28 km – Nette (Niers)
- 28 km – Rodenberger Aue (Deister Sünteltal)
- 28 km – Ryck (Mar Baltico)
- 28 km – Salzböde (Lahn)
- 28 km – Schwinge (Elba)
- 28 km – Traun (Alz)
- 28 km - Olef (Urft)
- 28 km – Wilde Gutach – con l'affluente Heubach – (Elz)
- 27 km – Lauter (Schlitz)
- 27 km – Aland Tratto del Milde–Biese–Aland (Elba)
- 27 km – Esse (Diemel)
- 27 km – Federbach (Reno)
- 27 km – Gehle (Weser)
- 27 km – Lauter (Neckar)
- 27 km – Lein (Neckar)
- 27 km – Panke (Spree)
- 27 km – Schwäbische Rezat (Rednitz)
- 27 km – Schwarzbach (Elsenz)
- 27 km – Sprotte (Pleiße)
- 27 km – Tegeler Fließ (Havel)
- 27 km – Wilde Aa (Orke)
- 26 km - Blinde Rot (Kocher)
- 26 km – Aa (Werre)
- 26 km – Brend (Saale di Franconia)
- 26 km – Elsava (Meno)
- 26 km – Erpe (Twiste)
- 26 km – Exter (Weser)
- 26 km – Glonn (Mangfall)
- 26 km – Kall (Rur)
- 26 km – Körsch (Neckar)
- 26 km – Niese (Emmer)
- 26 km – Scherkonde (Unstrut)
- 26 km – Wehra – con il Rüttebach 28 km – (Reno)
- 26 km – Wilde Rodach (Rodach)
- 26 km – Wustrower Dumme (Jeetze)
- 25 km – Aich (Neckar)
- 25 km – Altenau (Oker)
- 25 km – Aschaff (Meno)
- 25 km – Brettach (Jagst)
- 25 km – Brettach (Kocher)
- 25 km – Brettenbach (Elz))
- 25 km – Ellerbach (Altenau)
- 25 km – Ellerbach (Nahe)
- 25 km – Gelbach (Lahn)
- 25 km – Gimmlitz (Freiberger Mulde)
- 25 km – Hasel (Werra)
- 25 km – Hühnerbach (Gennach)
- 25 km – Ilme (Leine)
- 25 km – Kotitzer Wasser (Löbauer Wasser)
- 25 km – Lutter (Ems)
- 25 km – Mittlere Ebrach (Rauhe Ebrach)
- 25 km – Ochtum (Weser)
- 25 km – Röthen (Itz)
- 25 km – Rossel (Elba)
- 25 km – Schmalkalde (Werra)
- 25 km – Schmiech (Danubio)
- 25 km – Schozach (Neckar)
- 25 km – Seidewitz (Gottleuba)
- 25 km – Sprotte (Pleiße)
- 25 km – Stockacher Aach (Reno)
- 25 km – Veerse (Wümme)
- 25 km – Wahnbach (Sieg)
- 25 km – Wieste (Wümme)
- 24 km – Bära con Oberer Bära (Danubio)
- 24 km – Bastau (Weser)
- 24 km – Bever (Ems)
- 24 km – Bever (Oste)
- 24 km – Dietzhölze (Dill)
- 24 km – Ferndorfbach (Sieg)
- 24 km – Garte (Leine)
- 24 km – Heimbach (Glatt)
- 24 km – Lenne (Weser)
- 24 km – Metter (Enz)
- 24 km – Mud (Mudau; Meno)
- 24 km – Prießnitz (Elba)
- 24 km – Radegast (Stepenitz)
- 24 km – Sagter Ems (Ems)
- 24 km – Verse (Lenne)
- 24 km – Wesebach (Eder)
- 24 km – Wickerbach (Meno)
- 24 km – Wieseck (Lahn)
- 23 km – Ebrach (Attel)
- 23 km – Echaz (Neckar)
- 23 km – Elte (Werra)
- 23 km – Gerstenbach (Pleiße)
- 23 km – Jachen (Isar)
- 23 km – Maurine (Stepenitz)
- 23 km – Odenbach (Glan)
- 23 km – Sauer (Altenau)
- 23 km – Stillach (Iller)
- 23 km – Kleine Striegis (affluente di sinistra dello Striegis)
- 23 km – Suhl (Werra)
- 23 km – Waldach (Nagold)
- 23 km – Warme Bode (Saale)
- 23 km – Wiedau (Wümme)
- 22 km – Altenau (Alme)
- 22 km – Bomlitz (Böhme)
- 22 km – Dickelsbach (Reno)
- 22 km – Elbbach (Sieg)
- 22 km – Endert (Mosella)
- 22 km – Geisbach bzw. Geis (Fulda)
- 22 km – Holzape (Diemel)
- 22 km – Idarbach (Nahe)
- 22 km – Jade (Jadebusen i.e. Mare del Nord)
- 22 km – Jossa (Fulda)
- 22 km – Kander (Reno)
- 22 km – Kossau (Mar Baltico)
- 22 km – Leibi (Danubio)
- 22 km – Münzbach (Freiberger Mulde)
- 22 km – Notter (Unstrut)
- 22 km – Odeborn (Eder)
- 22 km – Pfieffe (Fulda)
- 22 km – Steinlach (Neckar)
- 22 km – Wieda (Zorge)
- 22 km – Zaber (Neckar)
- 21 km – Aa (Nethe)
- 21 km – Ahne (Fulda)
- 21 km – Aar (Dill)
- 21 km – Bibers (Kocher)
- 21 km – Bode (Wipper)
- 21 km – Deilbach (Ruhr)
- 21 km – Fischbach (Nahe)
- 21 km – Gilsa (Schwalm)
- 21 km – Lamme (Innerste)
- 21 km – Malefinkbach (Rur)
- 21 km – Nau (Danubio)
- 21 km – Nieste (Fulda)
- 21 km – Rauda (Elster Bianco)
- 21 km – Roth (Rednitz)
- 21 km – Solz (Fulda)
- 21 km – Steinach (Neckar)
- 21 km – Watter (Twiste)
- 20 km – Aalbach (Meno)
- 20 km – Ammer (Neckar)
- 20 km – Barnitz (Beste)
- 20 km – Bottwar (Murr)
- 20 km – Dalke (Ems)
- 20 km – Hahnenbach (Nahe)
- 20 km – Halblech (Lech)
- 20 km – Hamel (Weser)
- 20 km – Henne (Ruhr)
- 20 km – Itter (Neckar)
- 20 km – Itter (Reno)
- 20 km – Jeckenbach (Glan)
- 20 km - Kleine Kinzig (Kinzig (BW))
- 20 km - Memminger Ach (Iller)
- 20 km – Murg (Reno)
- 20 km – Oese (Menden)
- 20 km – Ohra (Apfelstädt)
- 20 km – Ostrach (Baviera) (Iller)
- 20 km – Perf (Lahn)
- 20 km – Sontra (Wehre)
- 20 km – Sulm (Neckar)
- 20 km – Sülze (Elba)
- 20 km – Tarpenbek (Alster)
- 20 km – Umlach (Riß)
- 20 km – Ziese (Peenestrom)
- 20 km – Thyra (Helme)
- 19 km – Allna (Lahn)
- 19 km – Angel (Werse)
- 19 km – Humme (Weser)
- 19 km – Illach (Lech)
- 19 km – Orpe (Diemel)
- 19 km – Sorpe (Röhr)
- 19 km – Warme Steinach (Roter Main)
- 19 km – Lauter (Baunach)
- 18 km – Ahle (Schwülme)
- 18 km – Aufseß (Wiesent)
- 18 km – Baarbach (Ruhr)
- 18 km – Biela (Elba)
- 18 km – Fliede (Fulda)
- 18 km – Fretterbach (Lenne)
- 18 km – Gelster (Werra)
- 18 km – Itter (Diemel)
- 18 km – Kleine Triebisch (Triebisch)
- 18 km – Liese (Glenne)
- 18 km – Medem (Elba)
- 18 km – Mehe (Oste)
- 18 km – Muglbach (Wondreb (Odrava))
- 18 km – Nahe (Schleuse)
- 18 km – Rinne (Schwarza)
- 18 km – Rohrbach (Fulda)
- 18 km – Schwarzbach (Wutach)
- 18 km – Weißach (Mangfall)
- 18 km – Wilster Au (Stör)
- 18 km – Wohlrose (Ilm)
- 17 km – Augraben (Nebel)
- 17 km – Effelder (Itz)
- 17 km – Fintau (Wümme)
- 17 km – Kalte Bode (Saale)
- 17 km – Lauter (Itz)
- 17 km – Lichte (Schwarza)
- 17 km – Ohmbach (Glan)
- 17 km – Prim (Neckar)
- 17 km – Ramme (Oste)
- 17 km – Rodau (Wümme)
- 17 km – Südradde (Hase)
- 17 km – Wohlrose (Ilm)
- 17 km – Wilde (Eder)
- 17 km – Bieber (Kinzig (HE) )
- 16 km – Bahre (Seidewitz)
- 16 km − Beke (Lippe)
- 16 km – Daade (Heller)
- 16 km – Ihme (Leine)
- 16 km – Jossa (Lüder)
- 16 km – Lempe (Esse)
- 16 km – Lütter (Fulda)
- 16 km – Partnach (Loisach)
- 16 km – Pfefferfließ (Nieplitz)
- 16 km – Reichenbach (Glan)
- 16 km – Schwale (Stör)
- 16 km – Twiste (Oste)
- 16 km – Vesser (Nahe)
- 16 km – Wahlebach (Fulda)
- 16 km – Wuhle (Spree)
- 16 km – Zarow (Stettiner Haff / Mar Baltico)
- 16 km – Lauter (Fils)
- 15 km – Bieber (Rodau)
- 15 km – Elta (Danubio)
- 15 km – Frieda (Werra)
- 15 km – Goldbach (Selz)
- 15 km – Grümpen (Itz)
- 15 km – Heder (Lippe)
- 15 km – Kehlbach (Andelsbach)
- 15 km – Kleine Aller (Aller)
- 15 km – Kotitzer Wasser (Löbauer Wasser)
- 15 km – Mohrbach (Glan)
- 15 km – Morsbach (Wupper)
- 15 km – Pleisbach (Sieg)
- 15 km – Rhene (Diemel)
- 15 km – Rohrbach (Saar)
- 15 km – Salzbach (Reno)
- 15 km – Schönach (Lech)
- 15 km – Strudelbach (Enz)
- 15 km – Teinach (Nagold)
- 15 km – Waldangelbach (Leimbach)
- 14 km – Aabach (Afte)
- 14 km – Aitrach (Iller)
- 14 km – Untere Bära (Bära)
- 14 km – Blau (Danubio)
- 14 km – Erle (Nahe)
- 14 km – Große Bockau (Zwickauer Mulde)
- 14 km – Hundem (Lenne)
- 14 km – Kieferbach / Thierseeer Ache (Inn)
- 14 km – Lauter (Murr)
- 14 km – Neerdar (Aar)
- 14 km – Ösper (Weser)
- 14 km – Rottach (Iller)
- 14 km – Talbach (Glan)
- 14 km – Wakenitz (Trave)
- 14 km – Weismain (Meno)
- 14 km – Weißeritz (Elba)
- 13 km – Boye (Emscher)
- 13 km – Felderbach (Ruhr)
- 13 km – Hanfbach (Sieg)
- 13 km – Hardenberger Bach (Ruhr)
- 13 km – Horne (Lippe)
- 13 km – Kanzelbach (Neckar)
- 13 km – Mülmisch (Fulda)
- 13 km – Öse (Nethe)
- 13 km – Roth (Zusam)
- 13 km – Salzböde (Lahn)
- 13 km – Schlierach (Mangfall)
- 13 km – Steinalp (Glan)
- 13 km – Ulfe (Sontra)
- 13 km – Walluf (Reno)
- 13 km – Wedeler Au (Elba)
- 13 km – Werbe (Eder)
- 13 km – Wilde Sau (Elba)
- 13 km – Schlitz (Fulda)
- 12 km – Biber (Schleuse)
- 12 km – Brunnisach (Reno)
- 12 km – Eschbach (Wupper)
- 12 km – Eselsbach (Lauter)
- 12 km – Halsbach (Alz)
- 12 km – Hachinger Bach
- 12 km – Kämpfelbach (Pfinz)
- 12 km – Kerspe (Wupper)
- 12 km – Knochenbach (Werre)
- 12 km – Nesenbach (Neckar)
- 12 km – Rott (Amper)
- 12 km – Schwarzenbach (Waldnaab)
- 12 km – Wetzbach (Lahn)
- 12 km – Wildebach (Heller)
- 11 km – Drusel (Fulda)
- 11 km – Gauchsbach (Schwarzach (Rednitz))
- 11 km – Maade (Außenjade)
- 11 km – Mühlenwasser (Erpe)
- 11 km – Nebelbeeke (Warme)
- 11 km – Rohrbach (Dürnach)
- 11 km – Sorbitz (Schwarza)
- 11 km – Striegis (Freiberger Mulde)
- 11 km – Ulfe (Fulda)
- 11 km – Zimmerbach (Starzel)
- 11 km – Zschampert (Luppe)
- 10 km – Banfe (Lahn)
- 10 km – Bever (Weser)
- 10 km – Bever (Wupper)
- 10 km – Dusebach (Mühlenwasser)
- 10 km – Mooslauter (Lauter)
- 10 km – Oelze (Schwarza)
- 10 km – Olpe (Bigge)
- 10 km – Reichenbach (Zahme Gera)
- 10 km – Schobse (Wohlrose)
- 10 km – Sorpe (Lenne)
- 10 km – Waldbach (Landgraben)
- 10 km - Mühlbach (Selz)

## Immagini dei fiumi più importanti

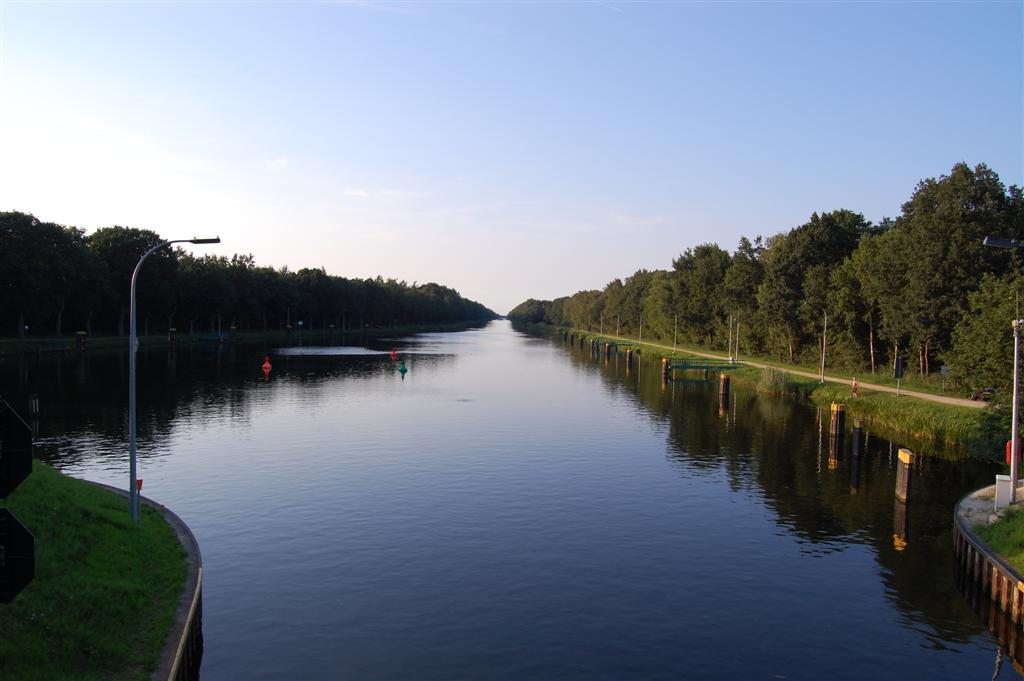
L'Ems presso Varloh
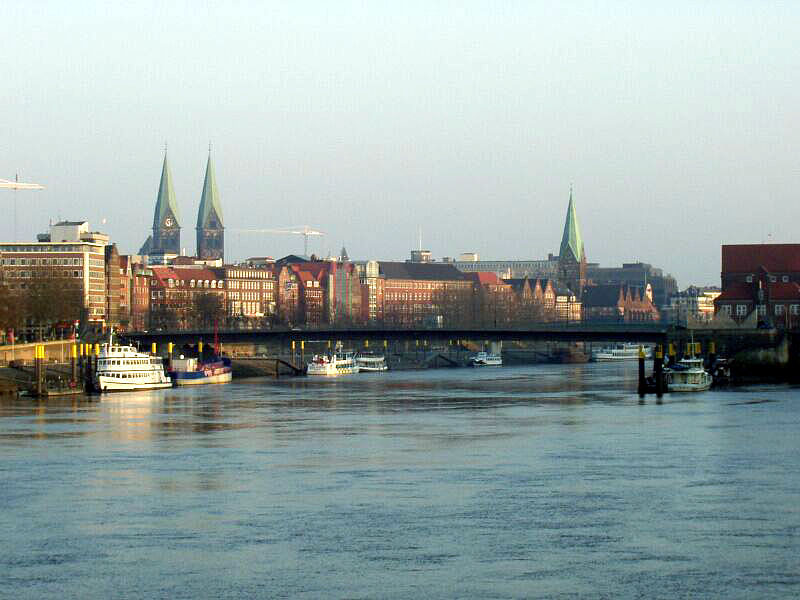
Il Weser a Brema
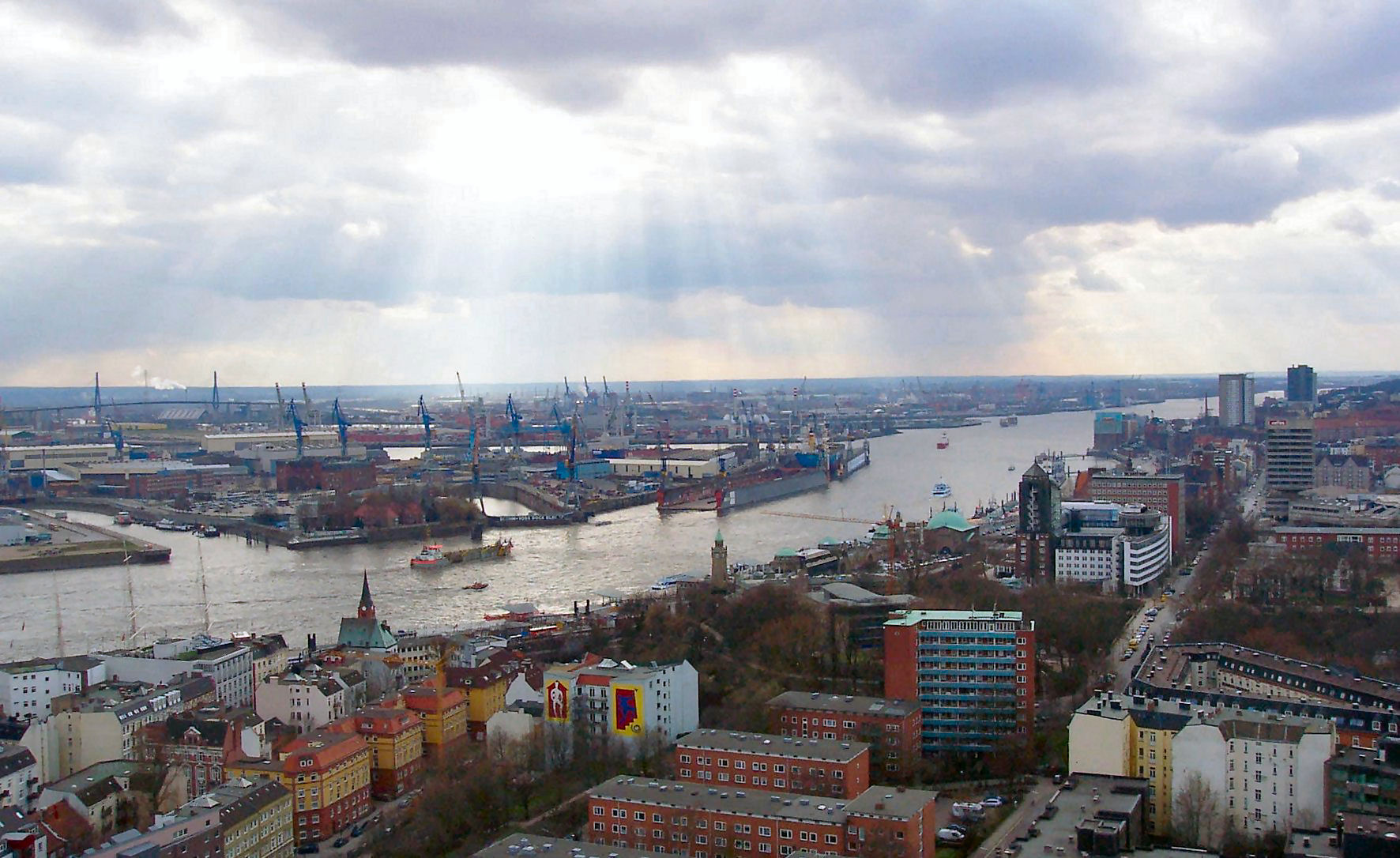
L'Elba nel porto di Amburgo
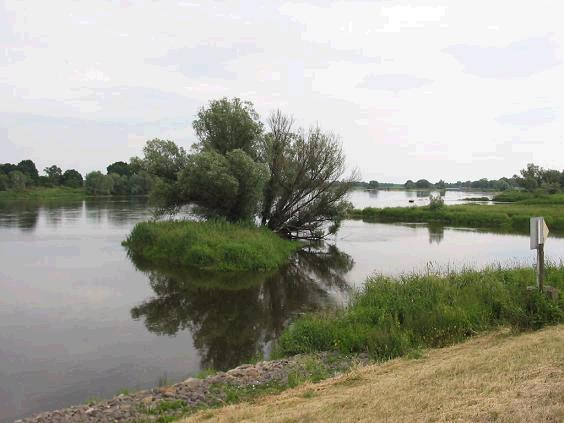
L'Oder presso Kienitz
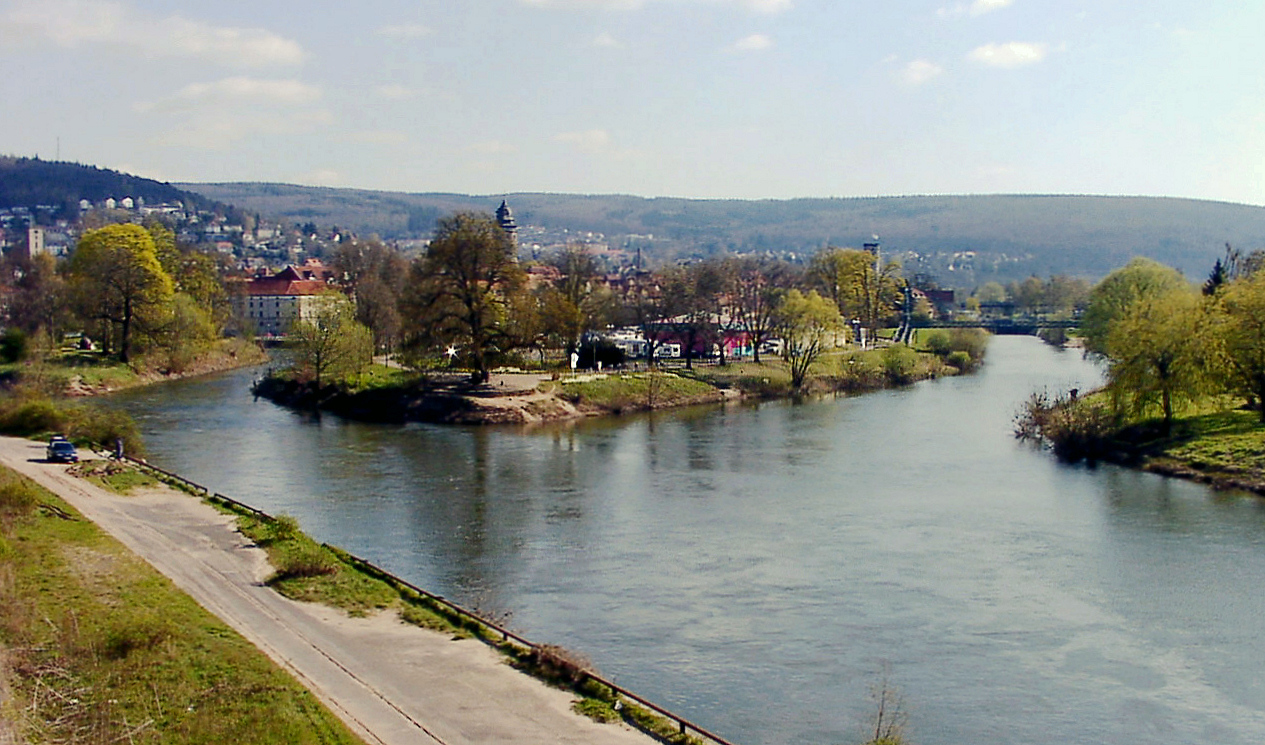
Il Weser con il Werra e la Fulda
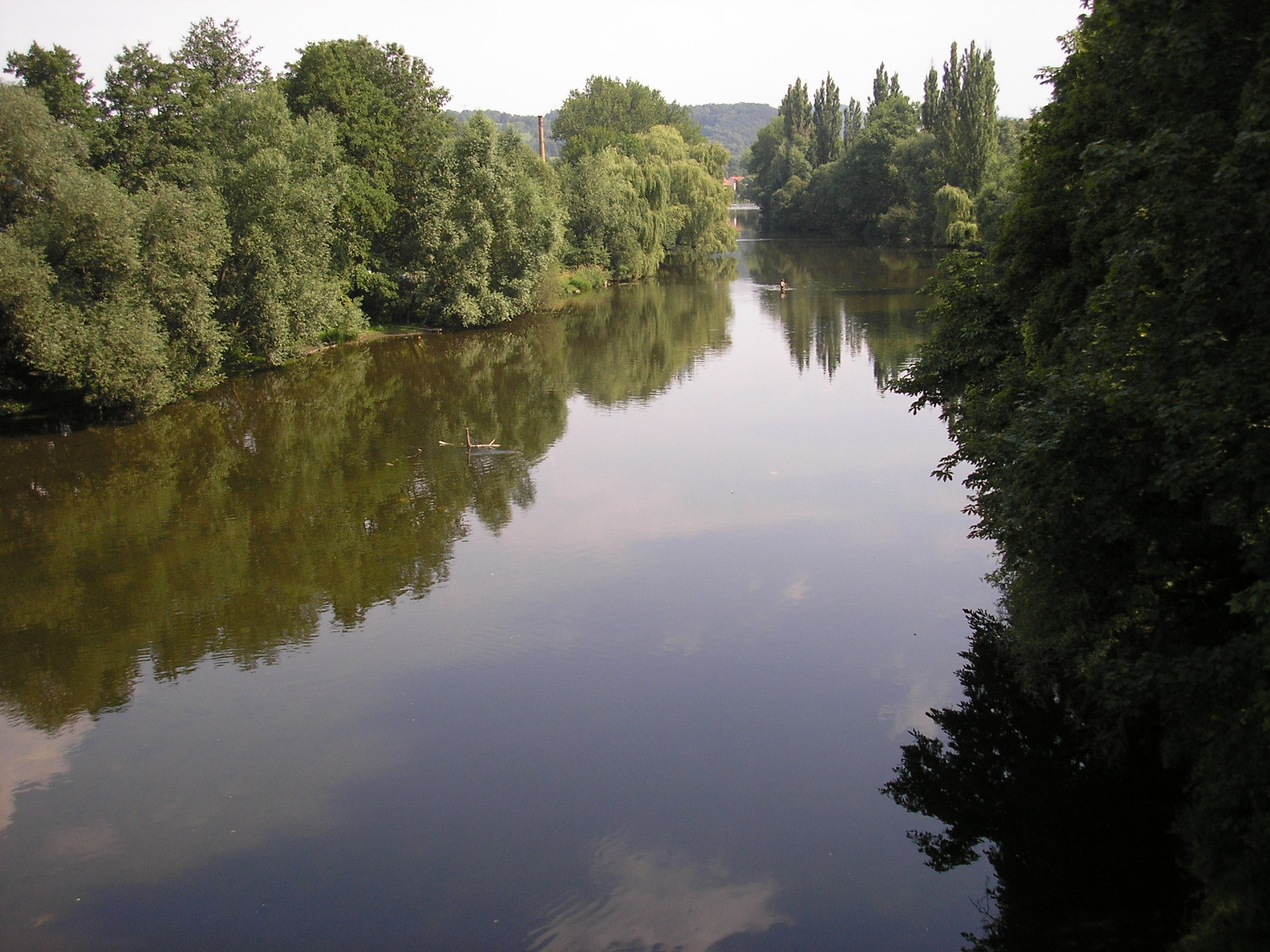
La Saale a Saalfeld
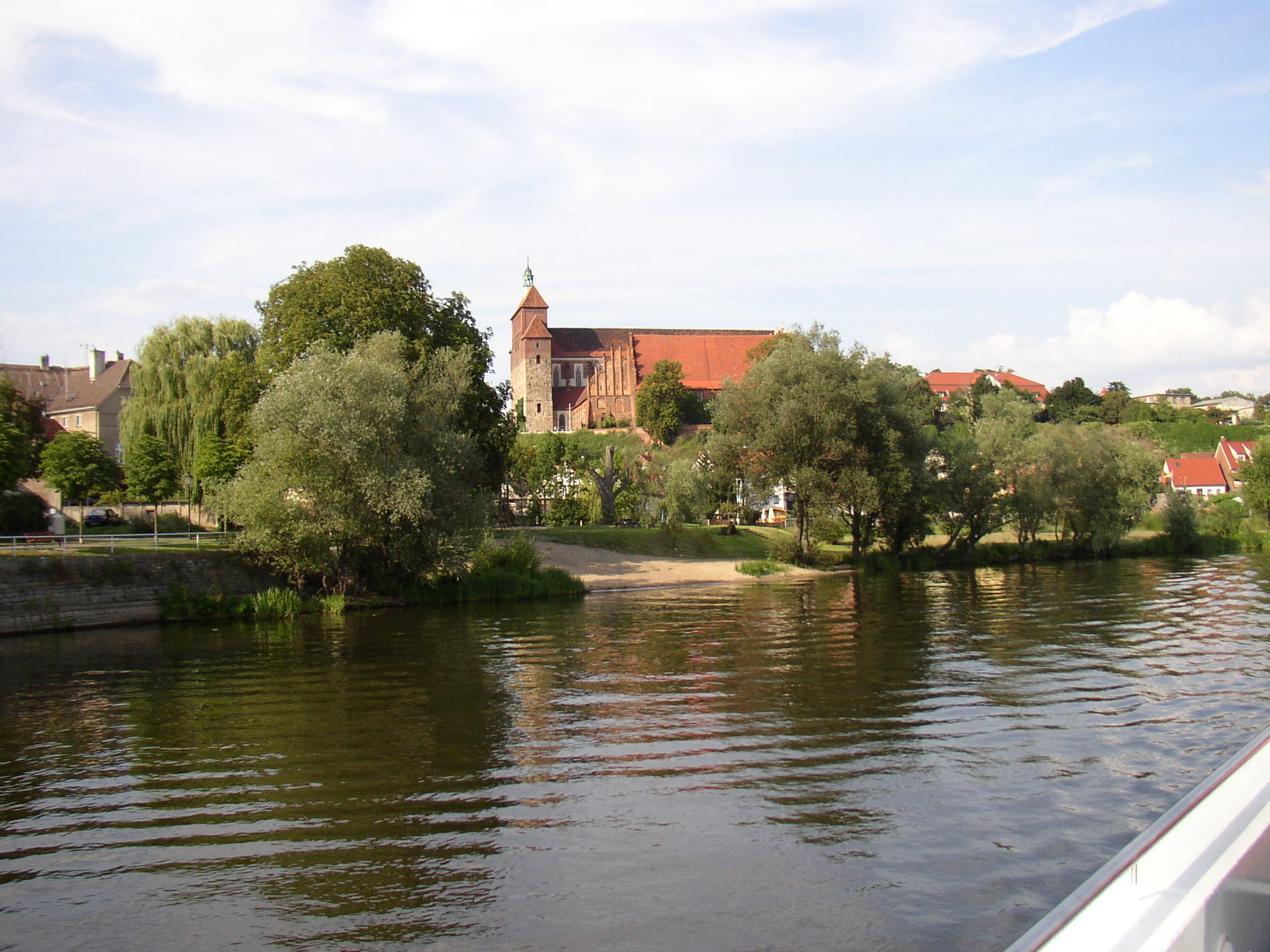
L'Havel a Havelberg
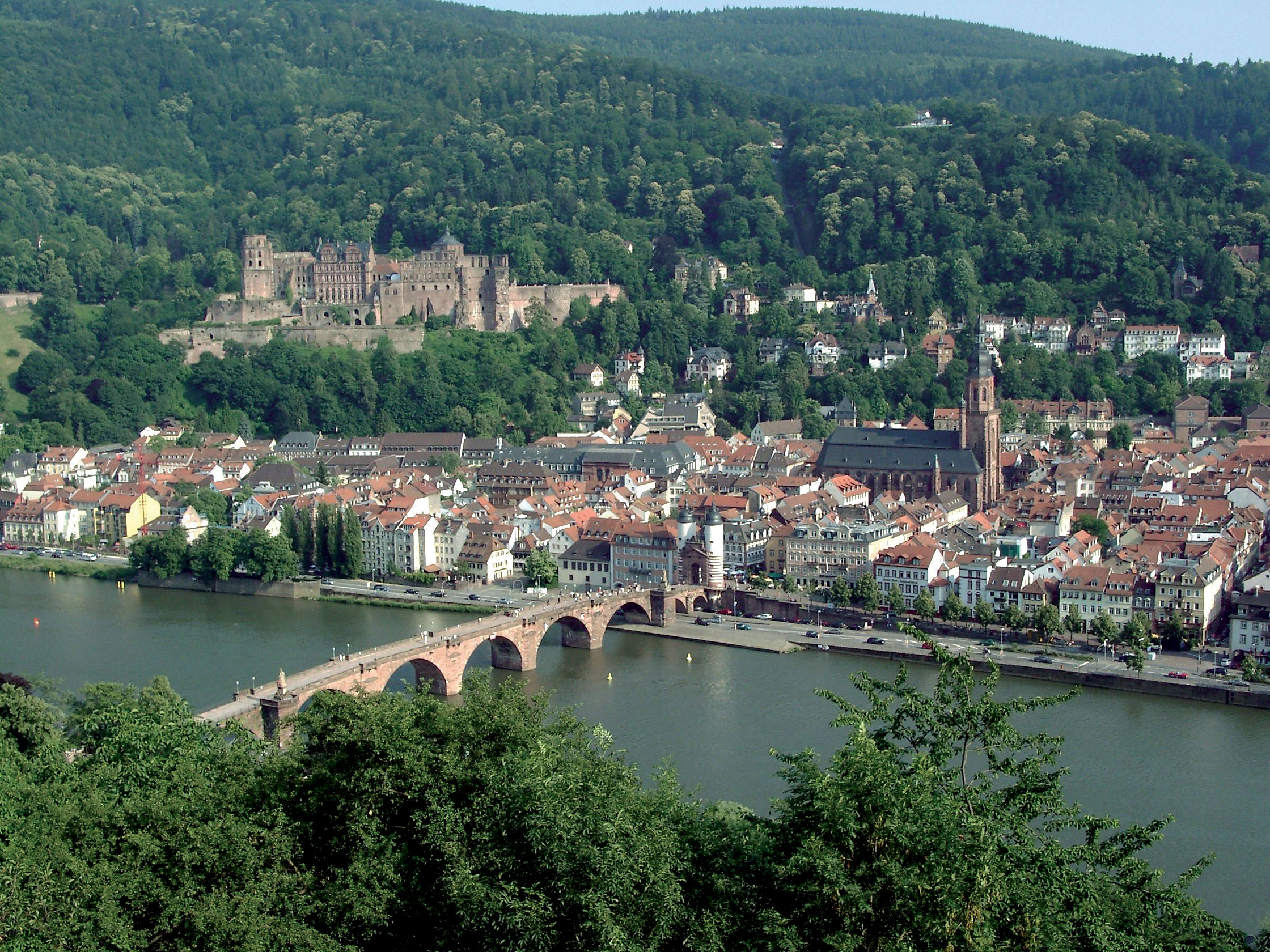
Il Neckar a Heidelberg
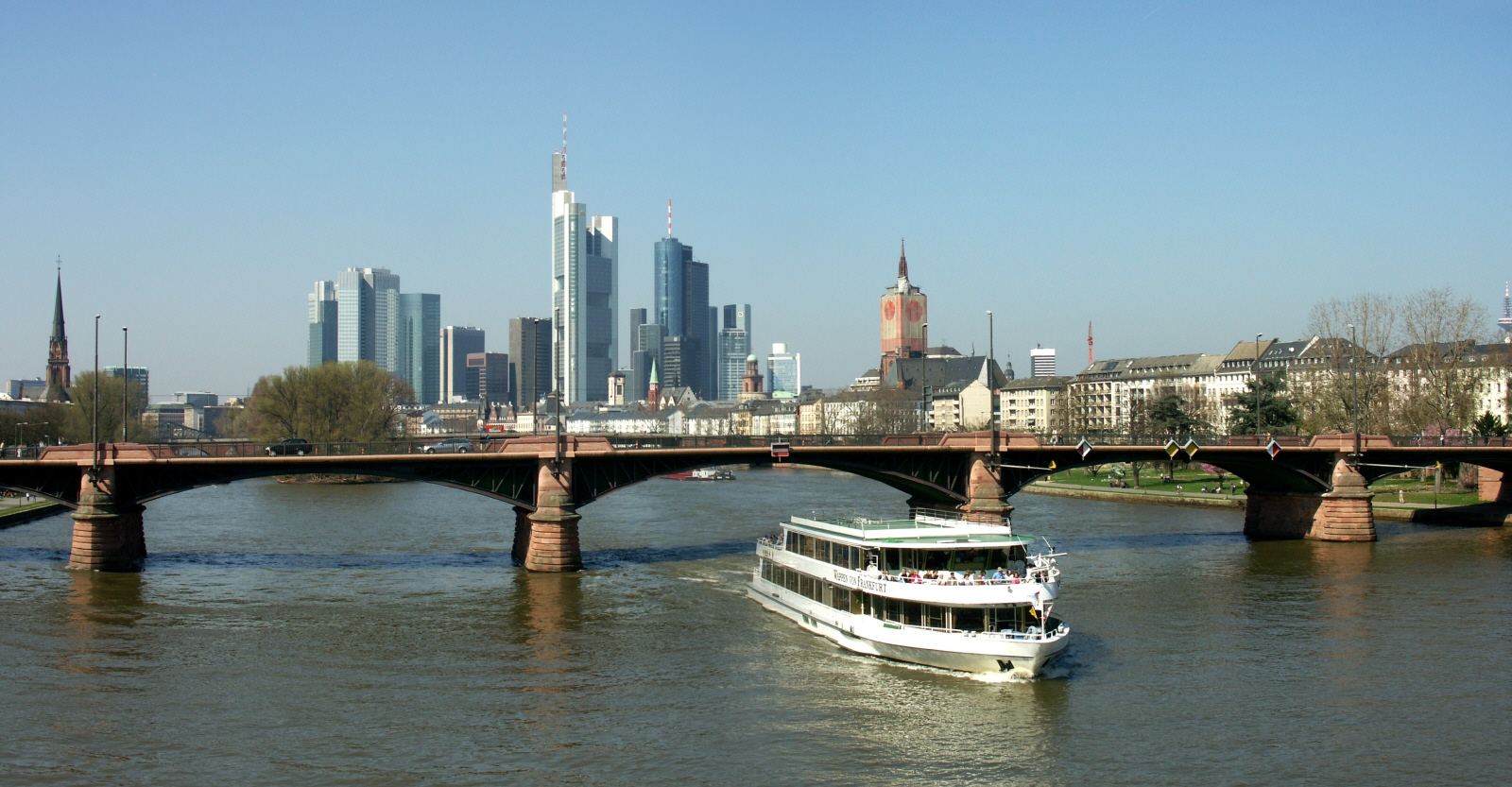
Il Meno a Francoforte
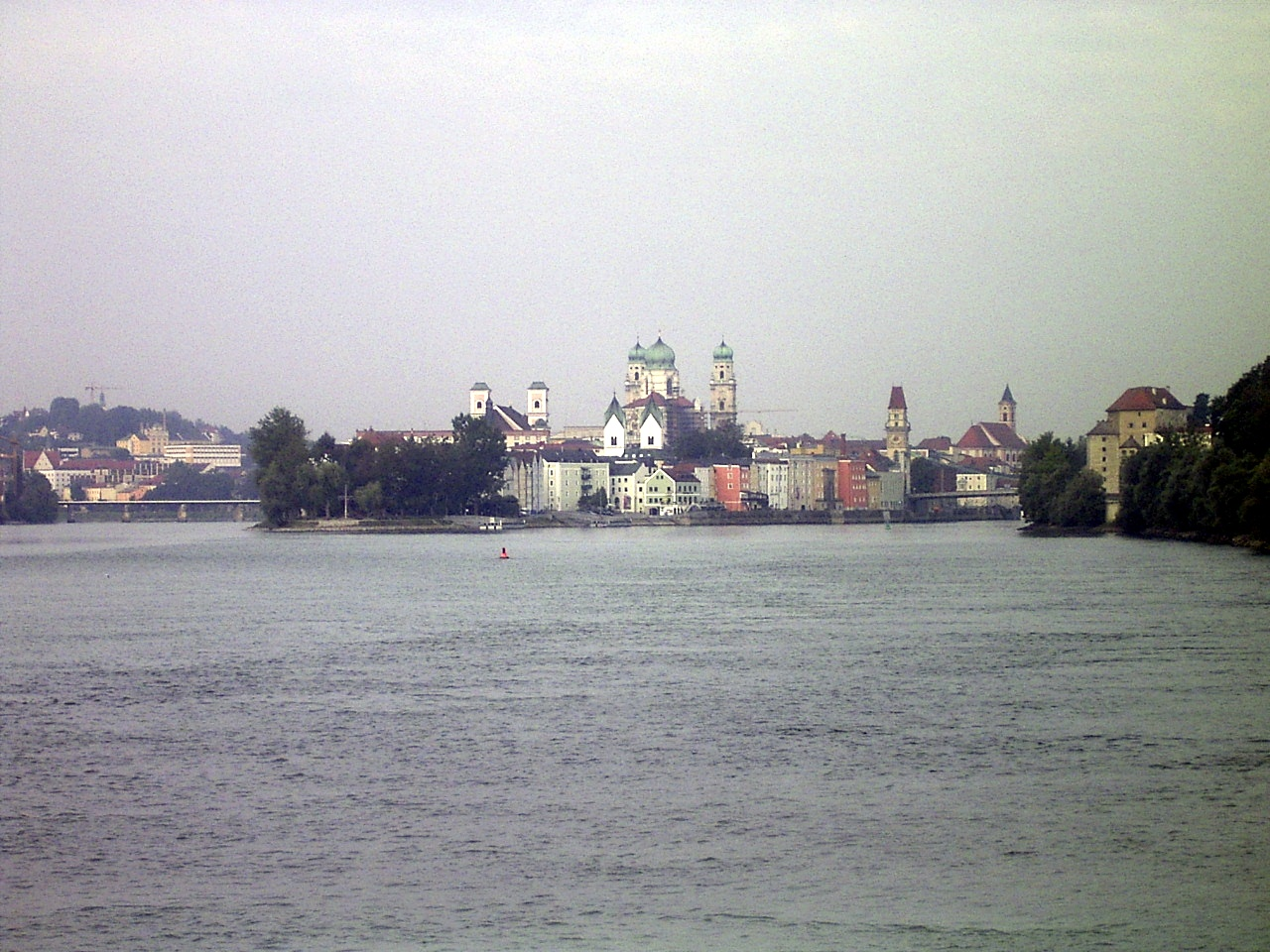
Il Danubio sotto Passavia
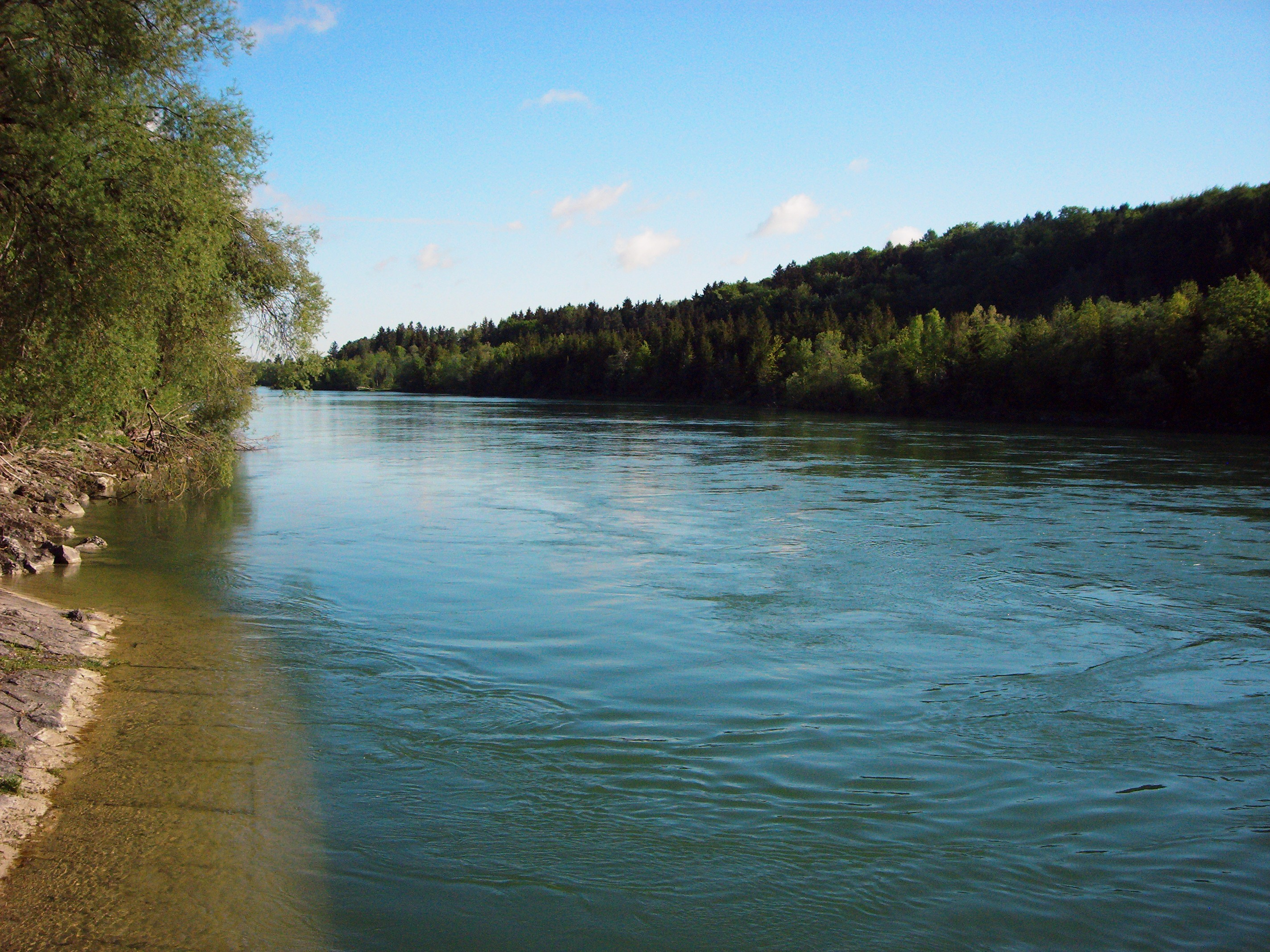
Il Lech vicino a Landsberg
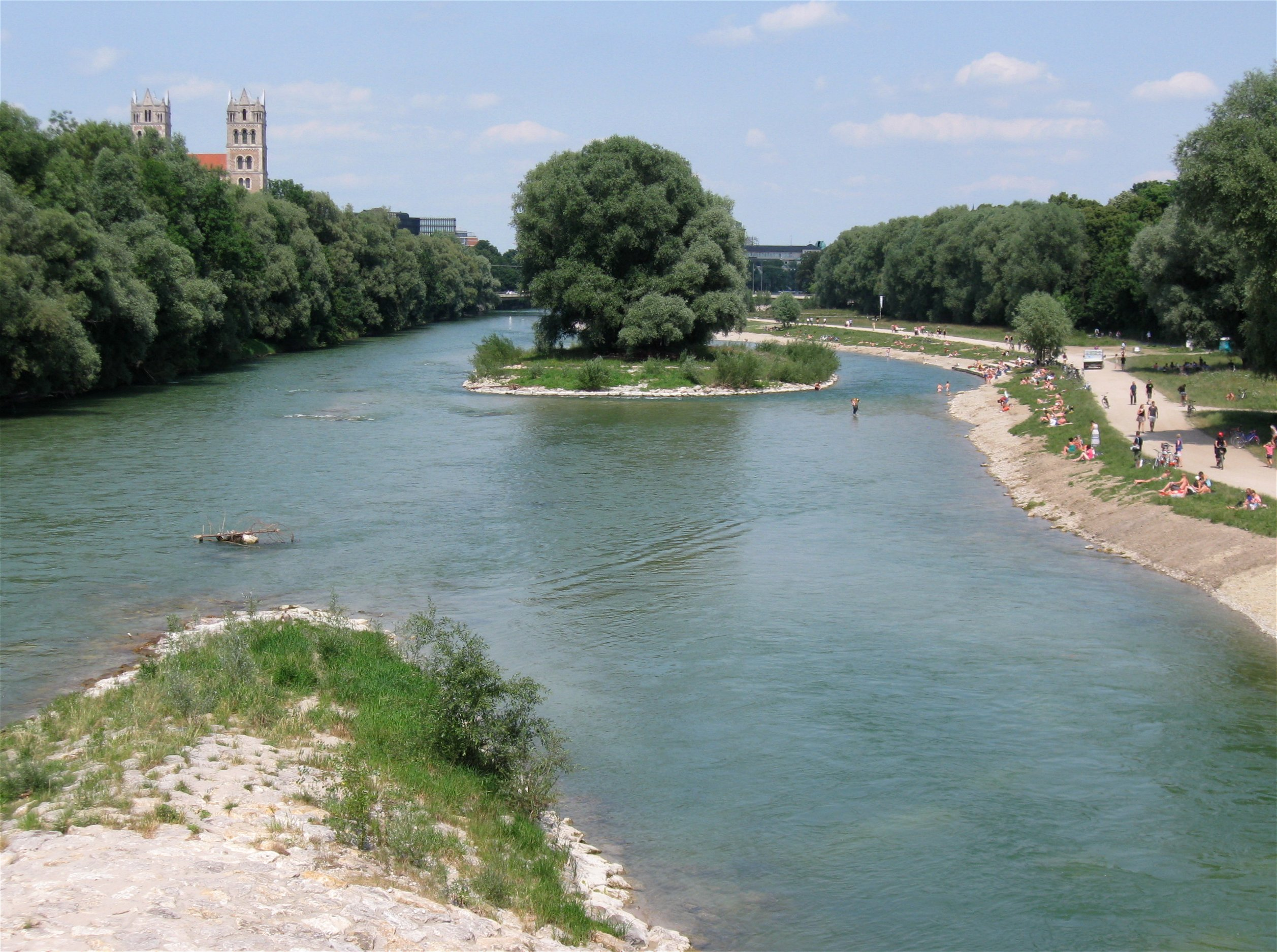
L'Isar a Monaco
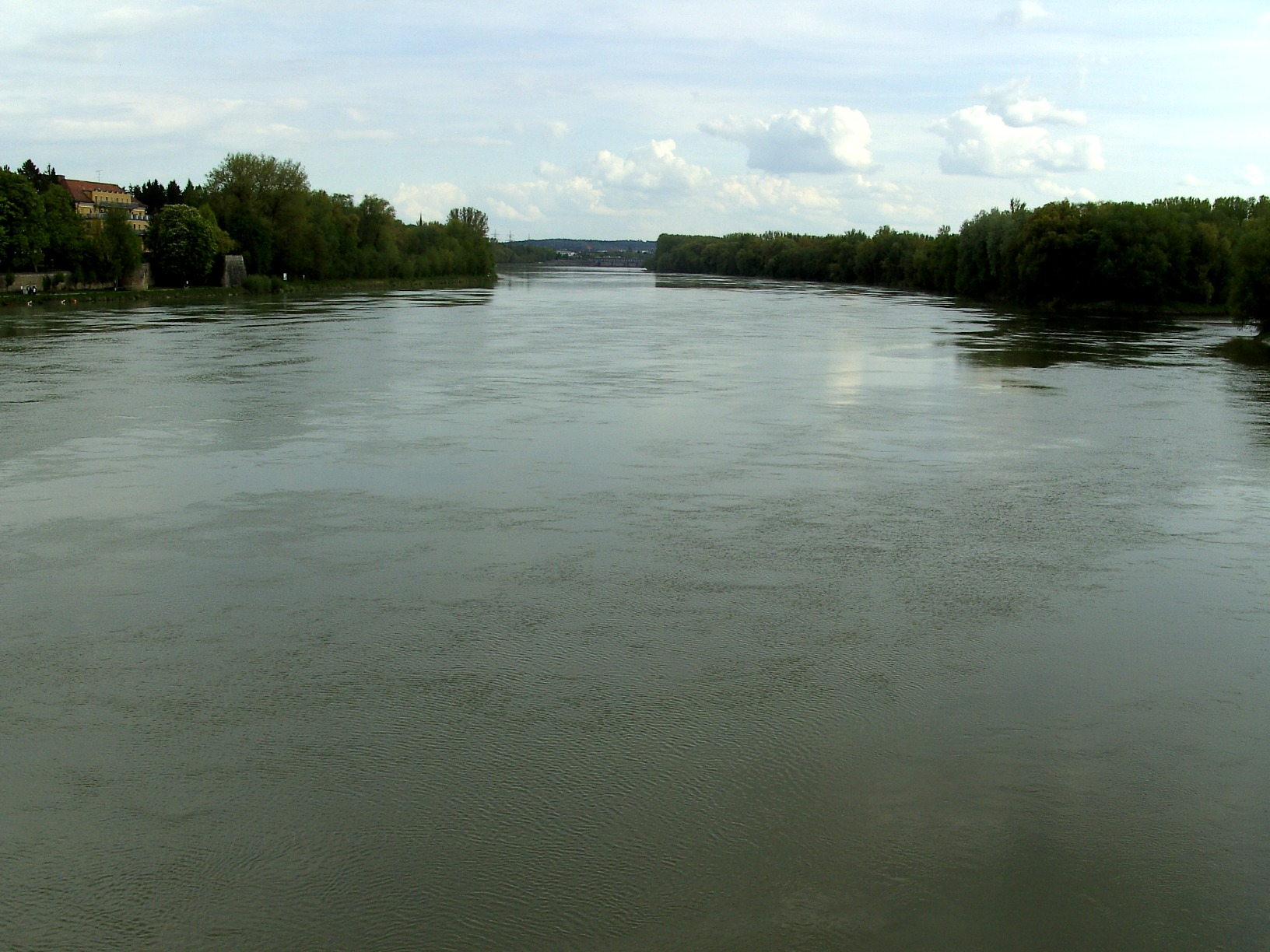
L'Inn nell'Innviertel
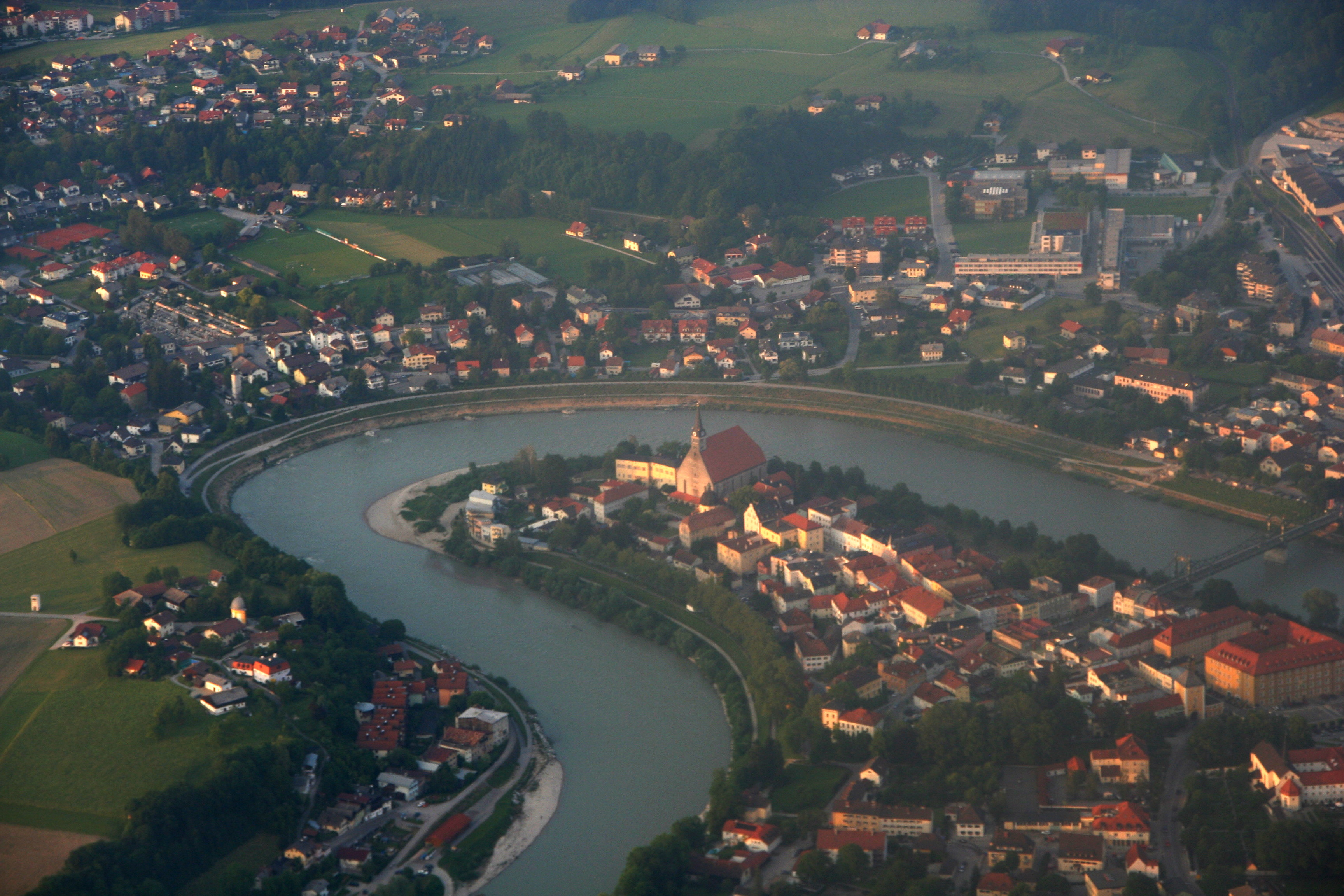
Il Salzach a Laufen